# Estádio Municipal Euclides de Almeida
O Estádio Municipal Euclides de Almeida, conhecido por Euclides de Almeida, é um estádio de futebol localizado na cidade de Cotia, Região Metropolitana de São Paulo, no Brasil.
O estádio pertence e foi construído em 1985 pela prefeitura municipal de Cotia na altura do quilometro 34 da Rodovia Raposo Tavares e possui um campo de grama natural com dimensões de 106m x 70m.
Apesar de há muitos anos ter sido a casa da extinta Associação Atlética Central Brasileira, hoje é o Cotia Futebol Clube, equipe que disputava o Campeonato Paulista Série A3 que manda os seus jogos no estádio.
Quando a equipe subiu para a série A3 do Paulistão, a Federação Paulista de Futebol exigiu algumas reformas no estádio, o que mudou sua capacidade máxima para 10.000 torcedores.
Em 29 de abril de 2013, o estádio foi interditado pela própria Federação Paulista de Futebol devido a falta do laudo de prevenção e combate de incêndio, além do laudo de segurança.